# Hyrachyus
Hyrachyus es un género extinto de mamífero perisodáctilo que vivió durante el Eoceno en Europa, Norteamérica y el Caribe (Jamaica).

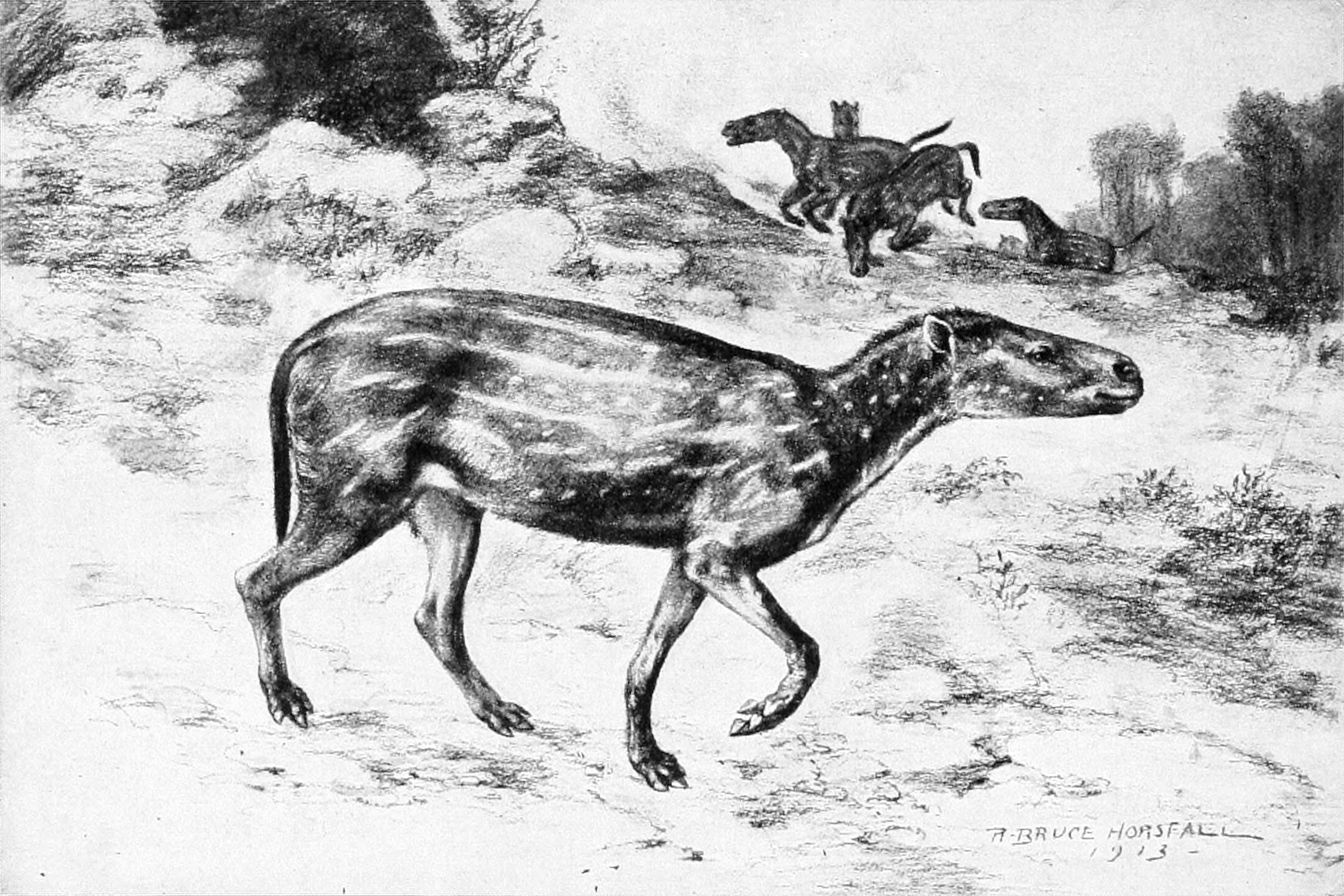
Reconstrucción de H. eximius

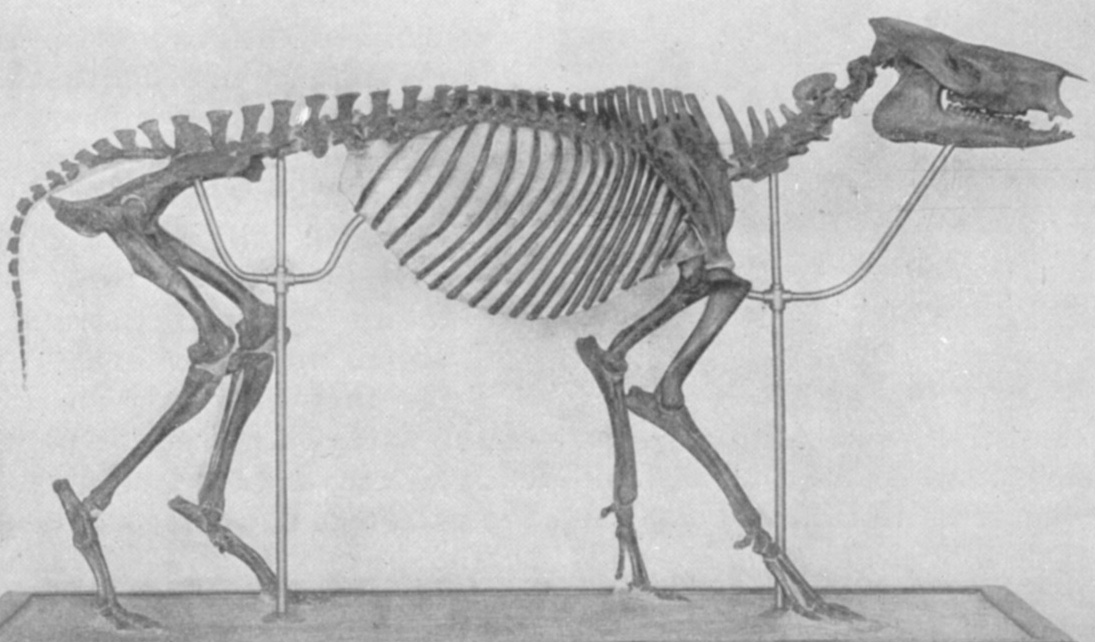
Esqueleto

El animal, de 1,50 m de longitud ha sido relacionado con la familia de los Palaeotheriidae y se cree que pueda ser un antepasado de los modernos tapires y rinocerontes. Físicamente, sería muy similar a los tapires actuales, aunque probablemente careciera de la trompa característica del tapir. En la dentadura, sin embargo, se asemeja más a los rinocerontes, apoyando la idea de que esté relacionado con este grupo.